# چارلز چاپلین جونیور

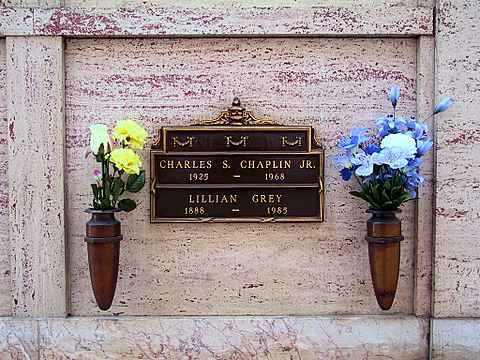

چارلز اسپنسر چاپلین جونیور (انگلیسی: Charles Spencer Chaplin Jr.؛ ‏ زاده ۵ مهٔ ۱۹۲۵ – درگذشته ۲۰ مارس ۱۹۶۸) یک هنرپیشه اهل ایالات متحده آمریکا بود. او فرزند چارلی چاپلین و لیتا گری بود.
از فیلم‌هایی که وی در آن‌ها نقش داشته است، می‌توان به شهر دختران اشاره نمود.